# Tepic
Die etwa 400.000 Einwohner zählende Großstadt Tepic ist die Hauptstadt des Bundesstaates Nayarit in Mexiko sowie des Municipio Tepic. Die im Jahr 1532 gegründete Stadt liegt auf vulkanischem Gebiet und ist Sitz des römisch-katholischen Bistums Tepic.

## Lage und Klima
Die ca. 920 m hoch gelegene Großstadt Tepic ist etwa 40 km (Luftlinie) von der Pazifikküste entfernt. Die Millionenstadt Guadalajara liegt etwa 200 km (Fahrtstrecke) südöstlich; bis nach Mexiko-Stadt sind es ca. 750 km. Das vom Pazifik beeinflusste Klima ist warm und oft schwül; Regen (ca. 1500 mm/Jahr) fällt überwiegend im Sommerhalbjahr.

## Bevölkerung
| Jahr      | 2000    | 2010    | 2020    |
| Einwohner | 265.817 | 332.963 | 371.387 |

Der überwiegende Teil der zumeist in den letzten Jahrzehnten des 20. und zu Beginn des 21. Jahrhunderts zugewanderten Bevölkerung ist indianischer Abstammung; gesprochen wird neben Nahuatl auch Spanisch.

## Wirtschaft
Die im Umland erzeugten Produkte, wie Zuckerrohr, Baumwolle und Tabak werden meist in Tepic verarbeitet (z. B. Leinen, Zigarren). Die Stadt verfügt über Museum, Universität und Theater. Der kleine Flughafen Tepic wird hauptsächlich von Charter- und einigen kommerziellen Flügen genutzt.

## Geschichte
Die Gründung der Siedlung reicht bis in die vorspanische Zeit zurück, doch lässt sich die heutige Stadt auf die Neugründung (1524) des Konquistadors Nuño Beltrán de Guzmán zurückführen, der ihr den Namen Santiago de Galicia de Compostela gab. Im Jahr 1532 wurde das Vizekönigreich Nueva Galicia geschaffen. Frühjahr des Jahres 1540 brach in Tepic der Mixtón-Krieg aus und weitete sich als Rebellion gegen die spanische Kolonialmacht in andere Regionen Mexikos aus. Doch verlor die Stadt in der Folgezeit an Bedeutung, die sie erst nach dem Ausbau des Hafens von San Blas im Jahr 1768 wiedererlangte. Nach der Gründung des Bundesstaates Nayarit (1917) wurde Tepic dessen Hauptstadt.

## Sehenswürdigkeiten
Zu den Sehenswürdigkeiten der Stadt gehören die Kathedrale Purísima Concepción und die Kirche Santa Cruz.

## Söhne und Töchter
- Carlos Aguiar Retes (* 1950), Erzbischof von Mexiko-Stadt, Kardinal
- Christian Armas (* 1986), Fußballspieler
- Irving Ávalos (* 1991), Fußballspieler
- Gustavo Ayón (* 1985), Basketballspieler
- Marcelino Bernal (* 1962), Fußballspieler
- Nicolás Echevarría (* 1947), Filmregisseur
- Missael Espinoza (* 1965), Fußballspieler
- Alison González (* 2002), Fußballspielerin
- Raúl Isiordia (* 1952), Fußballspieler
- Luis E. Miramontes (1925–2004), Chemiker
- Amado Nervo (1870–1919), Schriftsteller, Journalist und Diplomat
- Rodolfo Nervo (1879–1936), Botschafter
- Juan Antonio Ocampo (* 1989), Fußballspieler
- Luis Olivas (* 2000), Fußballspieler
- Sergio Amaury Ponce (* 1981), Fußballspieler
- Ramón Ramírez (* 1969), Fußballspieler
- Antonio Rivas Mercado (1853–1927), Architekt und Bauingenieur
- Juan Alberto Rodríguez Ibarra (* 1969), Beachvolleyballspieler
- Miguel Zepeda (* 1976), Fußballspieler